# Otto Hurraß
Otto Hurraß (* 21. April 1902 in Bockwitz; † 23. Februar 1934 im KZ Lichtenburg in Prettin) war ein deutscher Kommunist und NS-Opfer.

## Leben und Wirken
Hurraß, der von Beruf Schlosser war, schloss sich der Arbeiterjugendbewegung an und wurde Mitbegründer der Freien Sozialistischen Jugendgruppen in Bockwitz. Nach der Lehre ging Hurraß auf Wanderschaft, eignete sich dabei fahrzeugtechnische Kenntnisse an und erwarb den Führerschein. Zurückgekehrt, eröffnete er in Bockwitz eine kleine Reparaturwerkstatt, verdiente durch Lohnfuhren und Fahrradreparaturen seinen Lebensunterhalt. Er engagierte sich im Kommunistischen Jugendverband, später dann im Roten Frontkämpferbund. Im Zusammenhang mit den Märzkämpfen in Mitteldeutschland wirkte er in einem örtlichen Aktionsausschuss zur Aufstellung bewaffneter Arbeitergruppen. Dafür 
musste er seine erste Gefängnisstrafe antreten.
Wegen seiner Aktivitäten wurde er schon im Sommer 1933 für zwei Monate in „Schutzhaft“ genommen. Später behauptete ein Verräter, er verberge auf seinem Wohngrundstück ein Maschinengewehr, das allerdings nicht gefunden wurde. Trotzdem wurde er am 22. Februar 1934 festgenommen und ins Konzentrationslager Lichtenburg verbracht, wo er in der Nacht zum 23. Februar 1934 von SS-Angehörigen erschlagen wurde. Eine von Hurraß Witwe Ida angestrengte Untersuchung durch die Staatsanwaltschaft Torgau (Aktenzeichen 3 J 285/34) wurde niedergeschlagen.

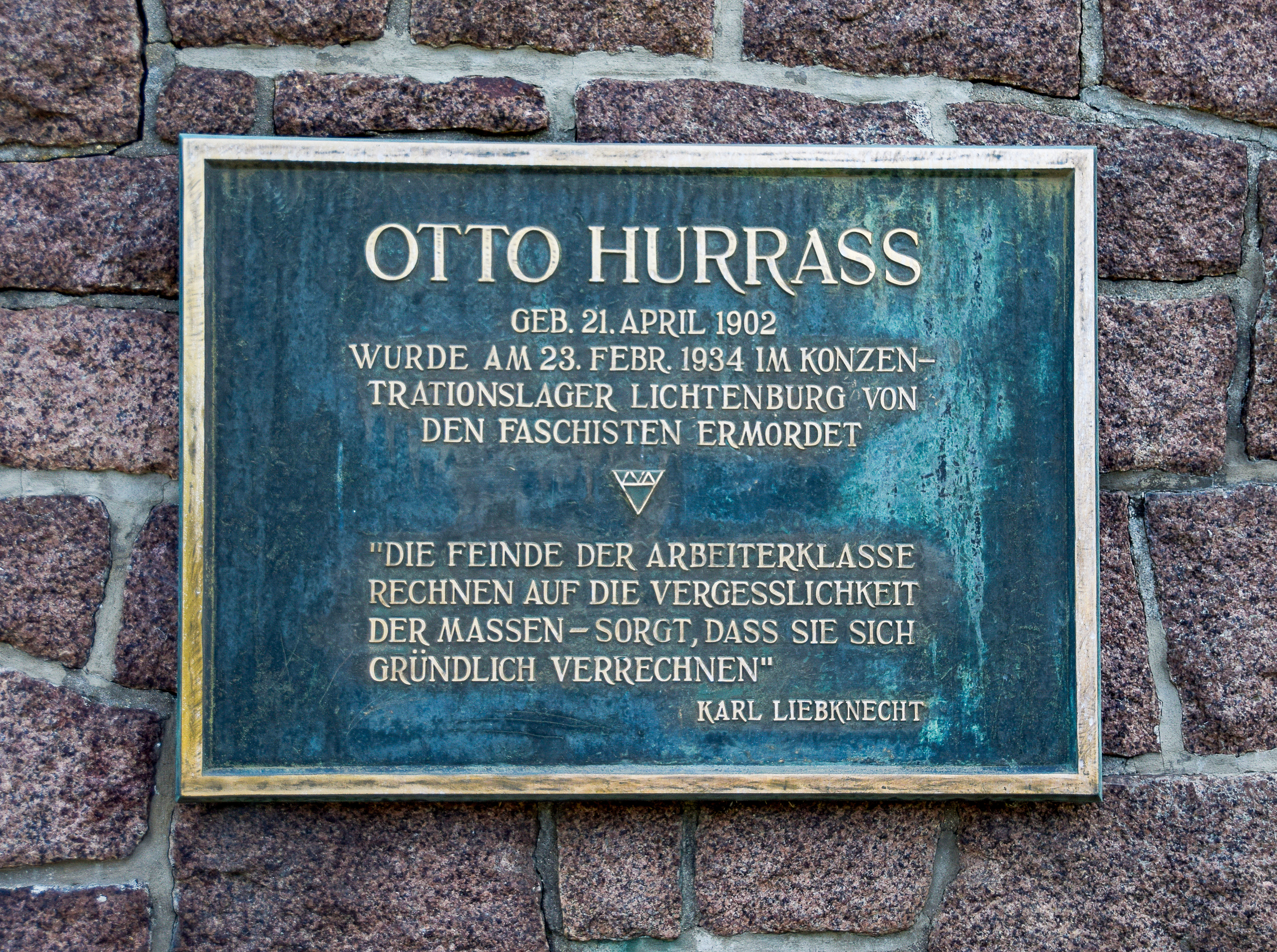
Gedenktafel für Otto Hurraß im Schlosspark von Lauchhammer-West

Bis heute existieren in Ostdeutschland nach Hurraß benannte Straßen wie die Otto-Hurraß-Straße in Doberschau-Gaußig oder die Otto-Hurraß-Straße in Lauchhammer. In der DDR waren zudem eine Schule in Schwarzheide und ein Kulturhaus in Lauchhammer nach Otto Hurraß benannt. Ein noch bestehendes, ebenfalls in der DDR errichtetes, Ehrenmal im Volkspark von Lauchhammer-West, im Hauptteil des Parks, rechts vom Mittelrondell, ist ebenfalls Hurraß gewidmet.